# چشم‌اندازسازی طبیعی

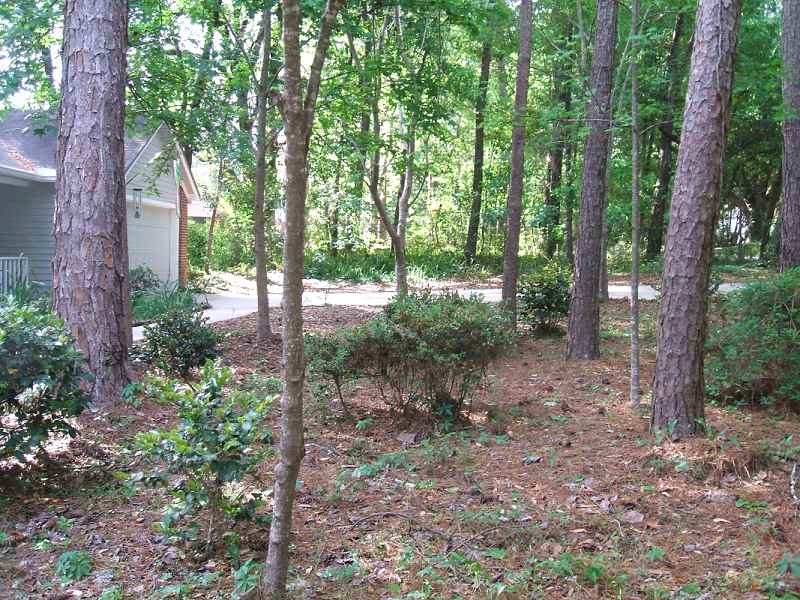
چشم‌اندازسازی طبیعی با استفاده از کاج، ارغوان، افرا و شیرین‌دژ آمریکایی با بستر برگ.

چشم‌اندازسازی طبیعی (به انگلیسی: Natural landscaping) که باغبانی بومی نیز نامیده می‌شود، استفاده از گیاهان بومی شامل درختان، درختچه‌ها، پوشش زمین و علفهای بومی منطقه جغرافیایی باغ است.

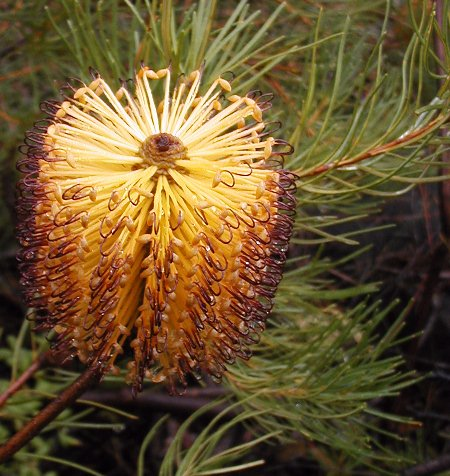
Banksia spinulosa، یک گیاه محلی سیدنی است که حیات وحش را جذب می‌کند

## انواع

### به‌طور کلی
باغ‌های بومی شامل انواع زیر است:

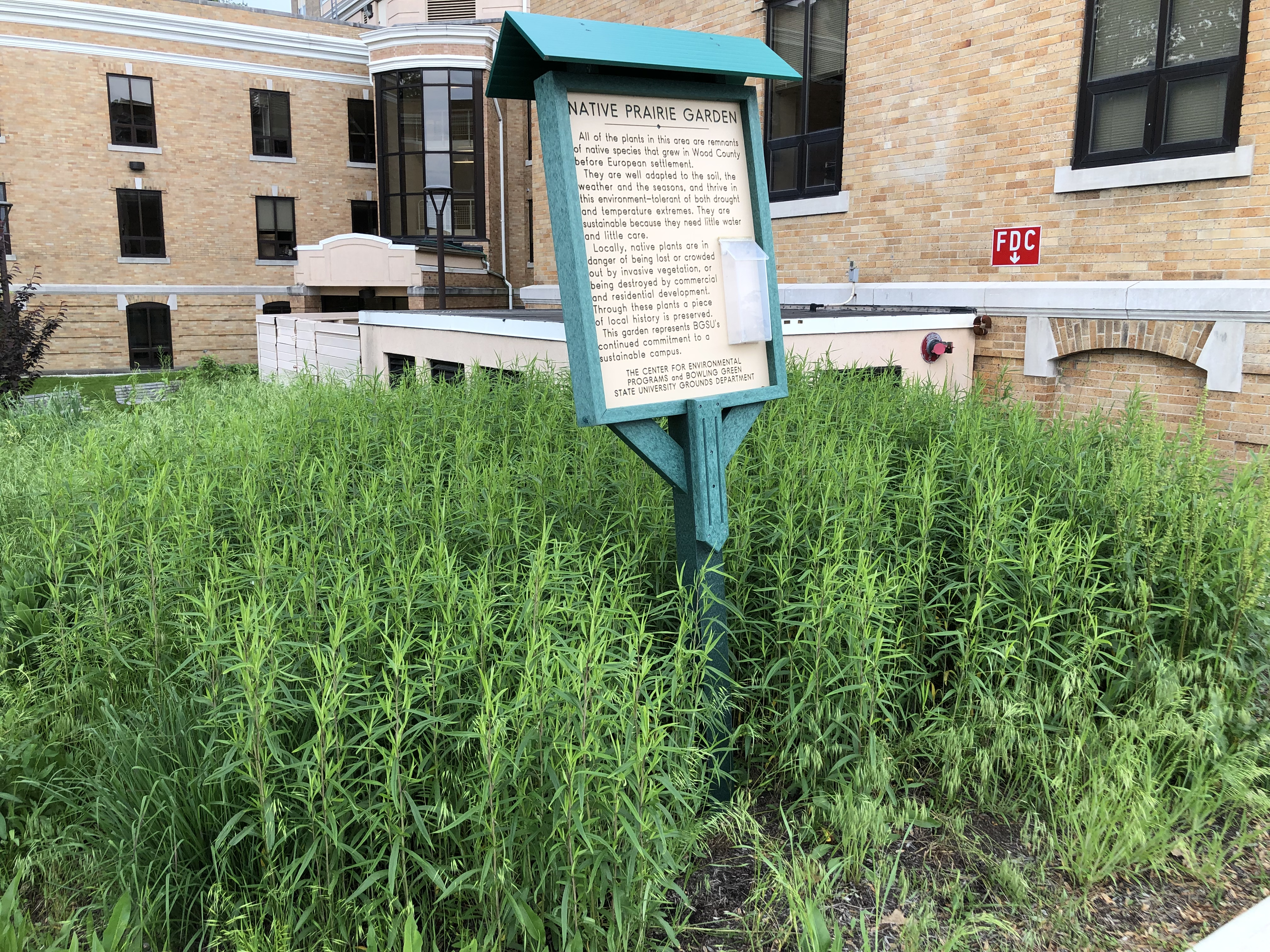
یک باغ دشتی کوچک.

- کاملاً جنگلی با بقایای برگ در کف جنگل، از جمله بقایای چوبی درشت در صورت امکان.
- بیابان با گیاهان خشک دوست‌داشتنی و آبدار؛
- چمنزار با انواع گل‌های وحشی و آب‌نماها؛
- ساوانای دشت با علف‌ها و درختان بومی و
- تلماسه اقیانوسی با علف‌های بلند و مقاوم به نمک.

### باغ‌های گل‌های وحشی
برخی از باغ‌های گل‌های وحشی تلاش می‌کنند تا دشتی را بازسازی کنند، از جمله علف‌های بومی همراه با گیاهان گلدار، به‌عنوان گلزار. چنین باغ‌هایی برای حیات وحش محلی مفید هستند و اغلب پرندگان، پروانه‌ها و پستانداران کوچک را به خود جذب می‌کنند. با انتخاب دقیق گیاهان باغ می‌توان برخی از این جانوران را به بازدید از باغ تشویق کرد. یکی از انواع مردم‌پسند باغ گل‌های وحشی در جذب پروانه‌ها تخصص دارد و بنابراین به آن «باغ پروانه‌ها» می‌گویند.

### باغ‌های بارانی
باغ‌های بارانی، آب باران را از ناودان‌ها و سطوح غیرقابل نفوذ جذب می‌کنند و زمانی که با گیاهان بومی کاشته می‌شوند که تناوب سیل و خشک شدن را تحمل می‌کنند، کارکرد بسیار بهتری دارند.